# Avril 1906

## Événements
- Natal[1]: début de la rébellion de Bambatha et des Zoulous (1906-1908).

- 4 au 8 avril, France : émeutes ouvrières à Fressenneville (Somme), suivies de 32 arrestations et de l'intervention des hussards.
- 8 avril (Hongrie) : les opposants acceptent les dispositions de François-Joseph Ier d'Autriche sur l’armée et forment un gouvernement de coalition dirigé par Sándor Wekerle, qui mène une politique vigoureusement nationaliste et antisocialiste, provoquant l’opposition de toute la gauche.
- 16 avril, Russie[2] : emprunt international destiné à rétablir les finances après la guerre russo-japonaise (2,25 milliard de francs couverts pour moitié par la France).
- 18 avril :
  - France : signature de l’emprunt russe.
  - Tremblement de terre de San Francisco.
- 19 avril, France : mort de Pierre Curie renversé accidentellement par une voiture à cheval.
- 27 avril : le vice-roi du Raj britannique (Inde), lord Curzon, signe à Pékin un des traités inégaux, surnommé Traité de Pékin, convention bilatérale anglo-chinoise révisant le Traité de Lhassa, selon laquelle l’empire chinois obtient la reconnaissance de sa souveraineté au Tibet. La convention réduit la forte indemnité aux Britanniques du précédent traité, l'autorise comme seule puissance étrangère à la Chine à pénétrer et commercer avec le Tibet (voir aussi :Convention sur le Tibet entre la Grande-Bretagne et la Chine).
- Date inconnue : découverte aux États-Unis de ce qu’en France on appellera le « "mouvement américain"

## Naissances
- 2 avril : 
  - Alphonse-Marie Parent, religieux et réformateur de l'éducation († 7 octobre 1970).
  - René Stouvenel, passeur et résistant, responsable des Forces françaises de l'intérieur (FFI) de la vallée de la Bruche.
- 13 avril : Samuel Beckett, écrivain britannique († 1989).
- 15 avril : Penn Nouth, homme politique cambodgien († 18 mai 1985)
- 22 avril : Eddie Albert, acteur et producteur américain († 26 mai 2005).
- 25 avril : Meyer Fortes, anthropologue britannique († 1983).
- 28 avril :
  - Pierre Boileau, écrivain français  († 1989).
  - Kurt Gödel, mathématicien américain († 1978).
- 29 avril : Pierre Molaine, écrivain français († 2000).

## Décès
- 15 avril : Manuel Domínguez Sánchez, peintre espagnol (° 21 décembre 1840).
- 19 avril : Pierre Curie, physicien (° 16 mai 1859).
- 21 avril : Guillaume-Marie-Joseph Labouré, cardinal français, archevêque de Rennes (° 27 octobre 1841).
- 22 avril : Eugène Murer, peintre français (° 20 mai 1846).